# Benshi
Pour les articles homonymes, voir Benshi (homonymie).
Les benshi (弁士 ou katsudō-benshi 活動弁士) étaient des personnes qui, à l'époque du cinéma muet au Japon, commentaient les films, lisaient les intertitres (pour un public largement analphabète) et énonçaient les dialogues des acteurs durant la diffusion.

## Rôle dubenshi
Les textes étaient inventés par les benshi pour l'occasion et se substituaient à l'autonomie narrative du film : le benshi pouvait même raconter une histoire très différente, selon les besoins, à partir d'un même film.
Certains d'entre eux étaient très populaires et parfois plus connus que les réalisateurs ou acteurs des films qu'ils commentaient.

## Influence dubenshisur l'industrie du cinéma
En 1927, on comptait 6 818 benshi, dont 180 femmes. De nombreux benshi étaient tout à fait connus en tant que tels et étaient très acclamés. La présence d'un benshi était ce qui attirait le public, plus encore que les acteurs qui apparaissaient dans le film, et les affiches faisant la promotion d'un film comportaient bien souvent une photographie du benshi annonçant le film.
L'ère du film muet dura jusqu'au milieu des années 1930 au Japon, malgré l'arrivée du parlant dans des longs-métrages à la fin des années 1920. La popularité et l'influence des benshi explique le léger retard du cinéma parlant au Japon, qui ne s'implanta en effet (et ne supplanta les benshi) qu'à partir de la seconde moitié des années 1930, après une longue controverse et une grève des benshi en 1932. L'âge d'or des benshi se situe vers 1920, lorsque la dimension artistique du cinéma muet s'affirma. Bien que la tradition en ait presque totalement disparu, il existe encore quelques rares benshi en activité au Japon, tels que Midori Sawato.

## Lebenshidans d'autres cultures
En Thaïlande, les films étaient la plupart du temps tourné en 16 mm sans bande-son, donc il y a eu pendant très longtemps - des premiers films des années 1950 jusqu'aux années 1980 - des doubleurs. Ils faisaient en direct lors de la projection la voix virile et posée du héros, la voix virginale et haut perchée de l'héroïne, les voix vulgaires et éraillées des personnages "négatifs", les voix vénéneuses des stars érotiques, les voix chevrotantes des vieilles mâchant du bétel, les bruitages, etc., et ajoutaient souvent des commentaires teintés d'humour contre les abus d'autorité des policiers et des militaires. Ce doublage concernait aussi les films étrangers comme le raconte dans un écrit le réalisateur Apichatpong Weerasethakul, palme d'or à Cannes en 2010.  Les doubleurs les plus célèbres sont le premier doubleur de voix thaïlandais Sin Sibunruang, le célèbre Thit KhiaoJuree et ses disciples directs Juree Osiri, Phen Panyaphon, Sane Komarachun (Samer Gomarachun) et Somphong Wongrakthai. Apichatpong Weerasethakul se souvient d'autres doubleurs renommés comme Monsieur Konjanard (Somsak Songwonsuk surnommé « Konchanat ») à Khon Kaen en Isan et Rong Kaomoonkadee. On peut citer aussi Maratsi Itsarangkun Na Ayutthaya et son époux Mom Luang Ruchira, "l'homme aux six voix" à Bangkok ou Chaicharoen Duangphatra à Songkhla. 
La tradition du benshi a été aussi adoptée à Taiwan (sous le nom de benzi) créant une pratique locale singulière en fait de distribution en salle pendant la période du cinéma muet (et même au début du cinéma parlant).
Elle a d'autre part été récemment reprise en Amérique latine par des compagnies théâtrales telles que le Teatro de Ciertos Habitantes (Mexique) ou le Teatro Cinema (Chili).